# Transverzija
Transverzija je pojem iz molekularne biologije, ki označuje mutacijo DNK, nastalo z zamenjavo dvoobročne purinske z enoobročno pirimidinsko bazo in obratno. Sproži jo ionizirajoče sevanje ali alkilirajoči agensi. Transverzija je navadno zelo pomembna sprememba DNK, saj v nasprotju s tranzicijo povzroči spremembo aminokisline (tretje mesto v kodonu je zelo občutljivo na vrsto baze). Čeprav je mogočih transverzij dvakrat več kot tranzicij, pa so v celici dejansko pogostejše tranzicije.  